# Кармалейка (Ульяновская область)
Кармалейка (чув. Хушçырми) — село в составе Живайкинского сельского поселения Барышского района Ульяновской области.

## География

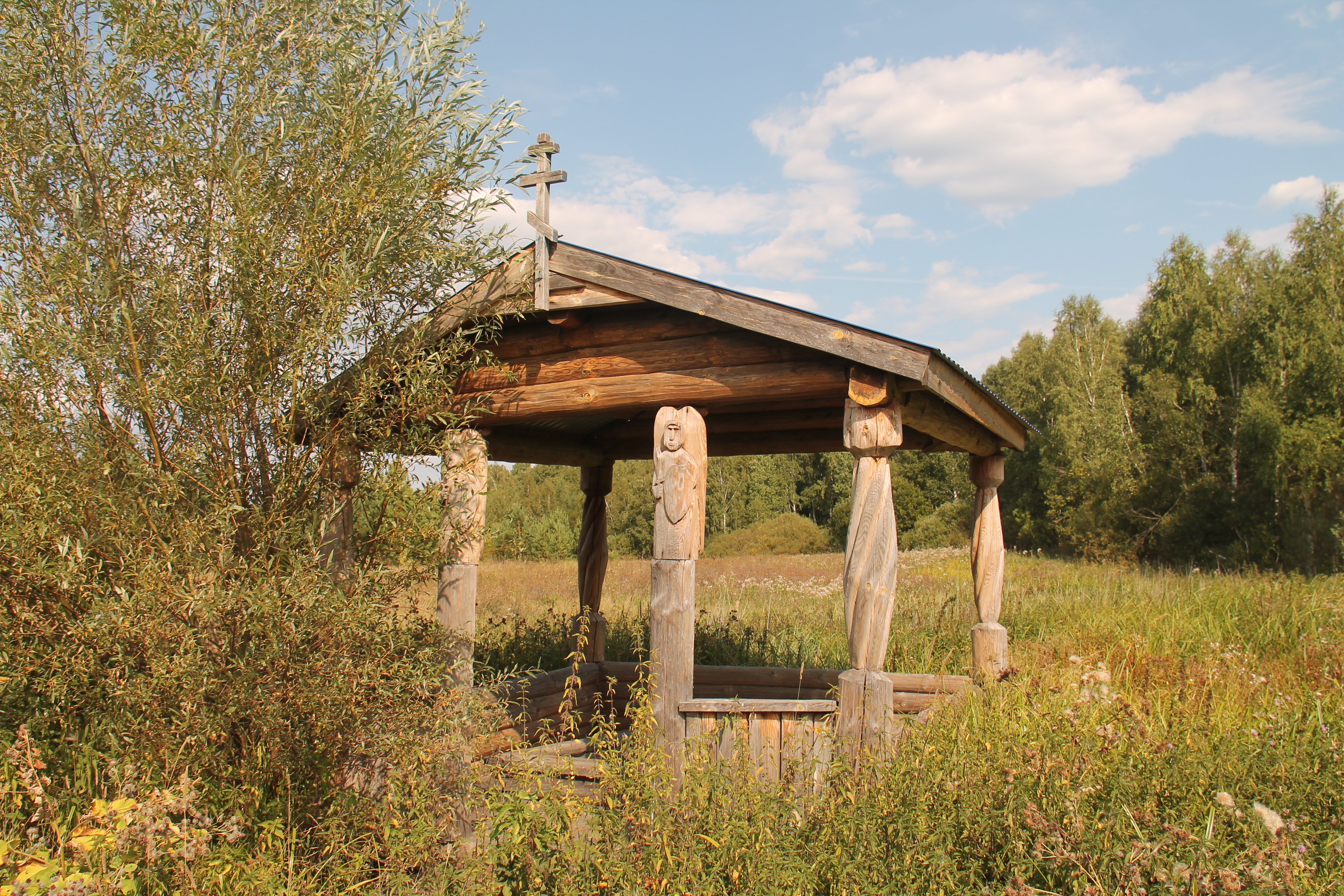
Исток реки Сызранки, около Кармалейки.

Находится на правом берегу реки Сызранка на расстоянии примерно 15 километров на юг по прямой от районного центра города Барыш.                                                                                                                                                                                                                                         

## История
Основано в XVII веке служилыми чувашами. В 1913 году в селе было 97 дворов и 577 жителей. В 1990-е годы работало отделение  СПК «Живайкинский». . Местное чувашское название Хошширми или Хошçырми. На литературном чувашском Хушçырми.

## Известные жители и уроженцы
- Николай Дмитриевич Карпов (1932 — 2008) — советский и российский тренер по лёгкой атлетике. Мастер спорта СССР (1966). Заслуженный тренер РСФСР (1987). Почётный гражданин города Ульяновска (2009, посмертно).

## Население
Население составляло 325 человек (чуваши 81%) в 2002 году, 232 по переписи 2010 года.